# Aeroporto Internazionale di Sauce Viejo
L'aeroporto Internazionale di Sauce Viejo (Aeropuerto Internacional de Sauce Viejo in spagnolo) è uno scalo aereo che serve la città argentina di Santa Fe, capoluogo della provincia omonima, e la sua area metropolitana.
È situato a 10 km a sud-ovest della città, lungo la strada nazionale 11. L'aeroporto è facilmente raggiungibile anche dall'autostrada Rosario-Santa Fe.

## Storia
Un primo campo di volo fu qui inaugurato il 9 dicembre 1955. Il 21 aprile 1964 fu aperta al traffico aereo la pista d'atterraggio asfaltata.
Nel 2005 fu rifatto il terminal. Tra il 2018 ed il 2019 lo scalo ha visto un vero e proprio boom di passeggeri, con un aumento pari al 303%, principalmente lungo la rotta Santa Fe-Buenos Aires.